# Championnat d'Océanie féminin de rugby à XV
Le championnat d'Océanie féminin de rugby à XV est une compétition annuelle féminine de rugby à XV organisée par Oceania Rugby qui se dispute entre nations d'Océanie.

## Histoire
La compétition est créée en 2016 afin de mettre en place une voie de qualification océanienne pour la Coupe du monde 2017. La première édition oppose deux équipes, les Fidji et la Papouasie-Nouvelle-Guinée (l'Australie et la Nouvelle-Zélande étant déjà qualifiées en raison de leurs performances lors de la Coupe du monde 2014).
L'édition 2018 voit l'intégration du Tonga et de la Papouasie. 2019 est l'unique compétition disputée à six équipes, la Nouvelle-Zélande et l'Australie ayant envoyé des équipes de développement.
La compétition est interrompue pendant deux ans à cause de la pandémie de covid-19, pour ne reprendre qu'en 2022. À partir de 2023, le tournoi devient qualificatif pour le WXV.
L'édition 2025 est jouée sans la Papouasie-Nouvelle-Guinée dont la fédération a été suspendue par Oceania Rugby suite aux nombreux dysfonctionnements relevés au cours de l'année 2024. Parmi ceux-ci, le retard de l'équipe féminine lors de l'édition 2024, qui a contraint à l'annulation d'une rencontre.

## Palmarès
| Saison | Vainqueur                                     | Deuxième                                      | Troisième                                     | Quatrième                                     | Lieu                                          |
| ------ | --------------------------------------------- | --------------------------------------------- | --------------------------------------------- | --------------------------------------------- | --------------------------------------------- |
| 2016   | Fidji                                         | Papouasie-Nouvelle-Guinée                     | -                                             | -                                             | Suva                                          |
| 2018   | Fidji                                         | Samoa                                         | Tonga                                         | Papouasie-Nouvelle-Guinée                     | Lautoka                                       |
| 2019   | Nouvelle Zélande dév.                         | Australie A                                   | Fidji                                         | Samoa                                         | Lautoka                                       |
| 2020   | Annulée en raison de la pandémie de Covid-19. | Annulée en raison de la pandémie de Covid-19. | Annulée en raison de la pandémie de Covid-19. | Annulée en raison de la pandémie de Covid-19. | Annulée en raison de la pandémie de Covid-19. |
| 2021   | Annulée en raison de la pandémie de Covid-19. | Annulée en raison de la pandémie de Covid-19. | Annulée en raison de la pandémie de Covid-19. | Annulée en raison de la pandémie de Covid-19. | Annulée en raison de la pandémie de Covid-19. |
| 2022   | Fidji                                         | Samoa                                         | Tonga                                         | Papouasie-Nouvelle-Guinée                     | Pukekohe                                      |
| 2023   | Samoa                                         | Fidji                                         | Tonga                                         | Papouasie-Nouvelle-Guinée                     | Gold Coast                                    |
| 2024   | Fidji                                         | Samoa                                         | Tonga                                         | Papouasie-Nouvelle-Guinée                     | Brisbane                                      |
| 2025   | Fidji                                         | Samoa                                         | Tonga                                         | -                                             | Sigatoka                                      |